# 岩崎彌太郎

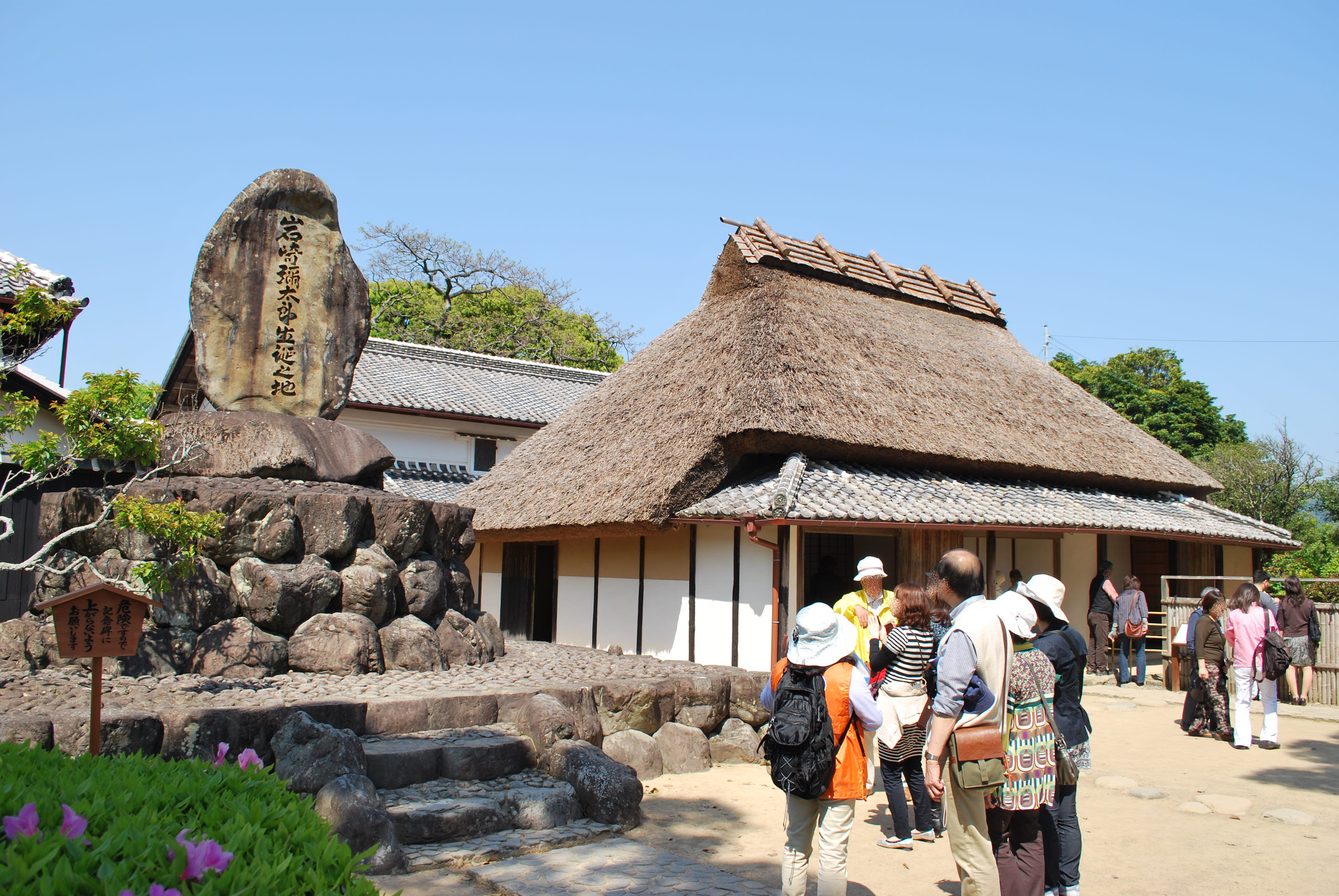
安藝市岩崎弥太郎祖居

岩崎彌太郎（日语：〔〕／ Iwasaki Yatarō，1835年1月9日—1885年2月7日）讳敏，後更名寬，雅号东山，别名土佐屋善兵卫，是日本明治時代的紅頂商人，三菱財閥的奠基者。

## 经历
岩崎彌太郎出身土佐藩（今高知縣安藝市）的沒落鄉士家族，為家中長男。父亲岩崎弥次郎（1808年 - 1873年）、母亲美和。弥太郎的曾祖父弥次右卫门把武士身份出卖，因此岩崎家成为地下浪人。弥太郎少时便显露出文学天赋，14岁时所作汉诗得到当时藩主山内豐熙的赏识。21岁前往江户在安積艮齋的私塾就学。安政2年（1855年），由于父亲在酒席上打架入狱回到土佐。弥太郎替父伸冤，结果也被投入大牢，在监期间，弥太郎向同牢的商人学习算术和经商技巧，为其后的发展有很大帮助。
出狱后弥太郎被赶出村子，于是在蛰居中的吉田东洋所开设的少林塾学习。得到後藤象二郎的知遇，吉田东洋出任土佐藩代后，弥太郎作为藩吏被派往长崎，但是因为动用公款寻欢作乐，半年之后又被调回土佐。27岁時娶了长冈郡三和村乡士高芝重春次女喜勢为妻。
随后弥太郎受命监视土佐勤王党和脱藩武士的动向，吉田东洋被暗杀后，弥太郎和同僚井上佐一郎前往大坂调查，由于通行手续问题而返回土佐，而留在大坂的佐一郎則遭到勤王黨的冈田以藏刺杀，弥太郎因此躲过一劫。有人认为弥太郎预先觉察尊王攘夷派在京都，大坂地区势力强大，明知任务无法完成而开溜。随后在长崎动用公款的事情被追究导致辞职。
庆应3年（1867年），在後藤象二郎的推举下，再次派往长崎，在土佐藩的商貿組織土佐商會中擔任財務會計工作，从文献上来看这是弥太郎和坂本龙马首次见面。传闻弥太郎和龙马关系不和，但是弥太郎的日记中多次提到和龙马喝酒，以及龙马离开长崎时候弥太郎馈赠了很多东西。但有一說是岩崎居中協調龍馬與後藤象二郎會面（史稱「清風亭會談」）。
明治元年（1868年），长崎的土佐商会关闭。弥太郎被调往土佐藩开成馆大坂出张所（大坂商会）。翌年（1869年）10月，大坂商会改名为「九十九商会」。弥太郎主管海运，这段时期弥太郎被称为「土佐屋善兵卫」。明治6年（1873年），在後藤象二郎的支持下，接手處理土佐藩的債務，並條件交換取得2艘商船，以此為基礎創立「三菱商會」（现在大阪市西区堀江土佐稲荷神社附近），三菱商会是弥太郎的私人企业，因此三菱的标志是土佐藩主山内家的三叶柏纹加上岩崎家三层菱纹合成。
但真正讓彌太郎得以攫取巨款的是他優越的政商管道。在維新政府決定建立全國統一的新貨幣制度的同時，也決定全面收購各藩所發行的藩札，而彌太郎的知遇恩人後藤象二郎當時正出任新政府要職，事先將此內線消息透露給彌太郎，彌太郎遂立即籌資在市場上大舉收購藩札，後來賣給維新政府時便獲取極大的淨利。其後這種政助商、商資政的政商勾結關係越來越深化而且盤根錯結，可以說三菱財閥的茁壯即根植於此。
三菱商会在明治7年（1874年）出兵台湾时，担任输送军用物资的任务而大发横财，又在明治10年（1877年）的西南戰爭中狠赚了一笔。弥太郎在政府支持下独霸日本的海运事业。但是某些人反感三菱的垄断行为，农商大臣西乡从道便称三菱为国贼，弥太郎反驳「如果三菱是国贼的话，那就把三菱的船都烧掉罢，看日本是否还能支撑下去」。
明治11年（1878年），大久保利通遇刺（紀尾井坂之變），明治14年（1881年），大隈重信失权（明治十四年政變），弥太郎失去强力的后盾。同大隈重信对立的井上馨和品川弥二郎借机反扑。明治15年（1882年）7月，涩泽荣一和三井财阀的益田孝、大仓财阀的大倉喜八郎合资组建「共同運輸会社」和三菱对抗。明治18年（1885年）2月7日，弥太郎病死。弥太郎死后三菱商会和共同运输会社合并成为现在的日本邮船。
岩崎彌太郎的女婿中 (俗稱<三菱五婿>，應有五位女婿，應包含養女婿)，長女婿加藤高明及四女婿幣原喜重郎後來更成為內閣總理大臣，二女婿木內重四郎為貴族院議員。其他财阀的女婿也有出任日本首相，但是连续出了两名日本首相的纪录无出其右。三菱和日本政界的密切程度可见一斑。
三菱还创建了三菱商船学校。后来成为国立东京商船学校，即现在的东京海洋大学。

## 三纲领
- 所期奉公
- 处事公明
- 立业贸易

## 世系图
```
　　　　　　　　　　　　　　　　　　　　　　　　　　　　　　　　
　　　　　　　　　　　　　  　   加藤高明　　　                 国広逹宜            
　　　　　　　　　　　　　　　　     ┣━━━━━━━━━━加藤厚太郎         ┃
　　　　 　　　　　　　      ┏━━━━春路　　　　　            ┏━━━势津子
　　　　 　　　　　　　      ┃                　　　　　　　┃  山村泰弘
　　　　 　　　　　　　      ┣━━岩崎久弥　   　　           ┃　　  ┃
　　　　 　　　　　　　      ┃　　  ┣━━━━━━━┳━━岩崎彦弥太   ┣━━━━昭子
　　　　 　　　　　　　      ┃    宁子      ┃　　  ┣━━━━━━━╋━━岩崎宽弥
　　　　 　　　　　　　      ┃　　　　　     ┃    操子      ┃  高岛孝之
　　　　 　　　　　　　      ┃　　　　　     ┃　　　　　     ┃　　  ┣━━━━━━━━━━高岛义彦
　　　　 　　　　　　　      ┃　　　　　     ┃　　　　　     ┗━━━美智子
　　　　 　　　　　　　      ┃　　　　　     ┃
　　　　 　　　　　　　      ┃　　　　　     ┃　　　　　　　　　　元良誠三
　　　　 　　　　　　　      ┃　　　　　     ┃　　　　　　　　　　　　┣━━━━━━━━━━元良信彦
　　　　 　　　　　　　      ┃　　　　　     ┣━━岩崎隆弥　   ┏━━━由美子
　　　　 　　　　　　　      ┃　　　　   　  ┃　　  ┣━━━━━━━╋━━岩崎东一
　　　　 　　　　　　　      ┃　　　　　     ┃     敏　     ┃   槙原稔
　　　　 　　　　　　　      ┃　　　　　     ┣━━岩崎恒弥  　 ┃　　  ┣━━━━━━━━━━━槙原纯
　　　　 　　　　　　　      ┃　　　　　     ┃　　　　　     ┗━━━喜久子
　　　　 　　　　　　　      ┃　　　　　     ┃  泽田廉三
　　　　 　　　　　　　      ┃　　　　　     ┃　　  ┣━━━━━━━┳━━泽田信一
　　　　 　　　　　　　      ┃　　　　　     ┣━━━━美喜      ┗━━泽田久雄
　　　　 　　　　　　　      ┃　　　　　     ┃  甘露寺方房
　　　　 　　　　　　　      ┃　　　　　     ┃　　  ┃
　　　　 　　　　　　　      ┃　　　　　     ┣━━━━澄子
　　　　 　　　　　　　      ┃　　　　　     ┃  福泽坚次
　　　　 　　　　　　　      ┃　　　　　     ┃　　  ┣━━━━━━━━━━福泽雄吉
　　　　 　　　　　　　      ┃　　　　　     ┗━━━━绫子
  高芝重春           　    ┃  木内重四郎
　　  ┣━━━━━━━━━━喜勢　    ┃　　  ┃
     徳       　  ┃       ┃　　  ┣━━━━━━━┳━━木内良胤━━━━━━━━木内昭胤━━━━━━━━木内孝胤
　　              ┃       ┃　　  ┃       ┗━━木内信胤
  　       　　　　┣━━━━━━━┻━━━━矶路
　　　　　         ┃　　　　　　　　　　　　　　 入江相政
岩崎弥次郎         ┃　　　　　　　　　　　　　　　　 ┣━━━━━━━━━━入江为年
     ┣━━━━┳━━岩崎弥太郎━━━━┳━━岩崎丰弥　   ┏━━━━君子
　  美和   ┃　　　　　　　 　┃　　  ┣━━━━━━━┻━━岩崎胜太郎
　　　　　　┃　　　　　　　　 ┃    武子
　　　　　　┃　　　　　 　　　┃  早尾惇實
　　　　　　┃　　　　　　 　　┃　　  ┣━━━━━━━━━━━━幸子
　　　　　　┃　　　　　　　 　┣━━━━富子
　　　　　　┃　　　　 　　　　┣━━岩崎秀弥
　　　　　　┃　　　　　 　　　┃  币原喜重郎
　　　　　　┃　　　　　　 　　┃　　  ┣━━━━━━━━━━币原道太郎
　　　　　　┃　　　　　　　 　┣━━━━雅子
　　　　　　┃　　　　　　　　 ┣━━━━照子
　　　　　　┃　　 　　　　　　┣━━岩崎康弥
　　　　　　┃　　　 　　　　　┃　　  ┣━━━━━━━━━━岩崎精一郎
　　　　　　┃　　　　 　　　　┃    とし　　　　　　  ┣━━━━━━┳━━岩崎泰颖
　　　　　　┃　　　　　 　　　┗━━岩崎正弥　　　 　小枝子     ┃  镇西清高
　　　　　　┗━━岩崎彌之助　　　　　　　　　　　　　　        ┃　　　┃
　　　　　         ┣━━━━━━━┳━━岩崎小弥太　　　　　　      ┗━━━由利子
后藤象二郎━━━━━━━━早苗    　┣━━岩崎俊弥
　　　　　　　　　　　　　  　┗━━岩崎辉弥

```

## 轶事
- 發展失敗的事業有：樟腦、製絲及東京的水道。
- 岩崎弥太郎是日本最早给雇员发奖金的人。

## 传记
- 岩崎彌太郎：「會社」的創造（講談社、伊井直行（日语：伊井直行）著）
- 岩崎彌太郎和三菱四代（幻冬舍、河合敦（日语：河合敦）著）
- 緊随龍馬的男人：岩崎彌太郎（アスキー新書、安藤優一郎（日语：安藤優一郎）著）

## 登場作品
小說
- 曉的群像（講談社、南條範夫（日语：南條範夫）著）
- 龍馬來了（文藝春秋、司馬遼太郎著）
- 岩崎彌太郎（朝日新聞社、村上元三（日语：村上元三）著）

影視劇
- 風雪（日语：風雪 (テレビドラマ)）（1964年、NHK、演：山形勳（日语：山形勲））
- 龍馬來了（日语：竜馬がゆく (1965年のテレビドラマ)）（1965年、MBS、演：巽秀太郎）
- 龍馬來了（1968年、NHK大河劇、演：中尾彬）
- 一代商魂 天下暴坊（1970年、東寶、演：中村錦之助（日语：萬屋錦之介））
- 龍馬來了（日语：竜馬がゆく#1982年版）（1982年、TX、演：秋野太作）
- 高爾夫黎明之前（日语：ゴルフ夜明け前）（1987年、東寶、演：田中隆三（日语：田中隆三 (俳優)））
- 九轉十起之男2：淺野總一郎 激動的壯年期（2007年、Sazanami、演：松田一三（日语：松田一三））
- 龍馬傳（2010年、NHK大河劇、演：香川照之）
- 天外者（日语：天外者）（2020年、Giggly Box、演：西川貴教）
- 直衝青天（2021年、NHK大河劇、演：中村芝翫（日语：中村芝翫 (8代目)））

舞台劇
- 雄猛黃金之國－士魂商才！岩崎彌太郎的青春（2001年、寶塚雪組公演、演：轟悠）

漫畫
- 雄猛黃金之國（集英社、本宮宏志作）
- 喂！龍馬（日语：お〜い!竜馬）（小学館、武田鐵矢作・小山由畫）